# Sphaerellothecium araneosum
Sphaerellothecium araneosum är en lavart som först beskrevs av Rehm och Arnold, och fick sitt nu gällande namn av Zopf. Sphaerellothecium araneosum ingår i släktet Sphaerellothecium, och familjen Mycosphaerellaceae. Arten är reproducerande i Sverige.